# Visopsys
Visopsys (Visual Operating System) – tworzony od roku 1997 system operacyjny na licencjach GPL i LGPL. Jest tworzony niezależnie przez jednego informatyka. Narzędzie do partycjonowania Partition Logic oparto właśnie na tym systemie operacyjnym.